# Tedi Papavrami
Tedi Papavrami, né le 13 mai 1971 à Tirana (Albanie), est un violoniste albanais de renommée internationale.

## Biographie

### Un enfant précoce
Tedi Papavrami commence l'étude du violon à l'âge de quatre ans, sous la supervision de son père, Robert Papavrami, violoniste et pédagogue réputé en Albanie. Il effectue ses premiers concerts avec l'Orchestre philharmonique de Tirana à l'âge de huit ans (avec notamment les Airs bohémiens de Sarasate). Il est ensuite invité en France — ayant été repéré par le flûtiste Alain Marion — et autorisé par le dictateur du pays Enver Hoxha à quitter les frontières alors que le régime isolait l'Albanie en 1982. Il suivra les cours de Pierre Amoyal au Conservatoire de Paris. À cette époque, il fait une apparition remarquée à la télévision française, dans l'émission Le Grand Échiquier.
Ses premiers prix (obtenus à l'âge de quinze ans) lui permettent de commencer sa carrière internationale. 
Son large répertoire va de la musique de chambre (il est membre du Quatuor Schumann, formation avec piano) aux compositions orchestrales.

### Un artiste complet
Tedi Papavrami s'intéresse également à la transcription d'œuvres initialement non prévues pour le violon, comme les sonates de Domenico Scarlatti. En 2010, son disque Bach/Bartòk est salué par un Diapason d'or. Le disque comporte la transcription d'un triptyque pour orgue de Bach.           
En parallèle à sa carrière de violoniste international, il devient le traducteur attitré de l'écrivain Ismaïl Kadaré, depuis 2001 à la suite du décès de Jusuf Vrioni.
Il fait une apparition dans le feuilleton télévisé de Josée Dayan Les Liaisons dangereuses en 2003.
Il s'installe à Genève (Suisse) où il occupe le poste de professeur à la Haute École de Musique depuis 2008.
Il est nommé directeur artistique du festival des Variations Musicales de Tannay en 2025.

## Discographie non exhaustive
- - In Rendez-Vous With Martha Argerich, volume 3 : Beethoven, Concerto pour violon, violoncelle et piano, Sonates pour piano et violon, Triple Concerto pour violon, violoncelle et piano, CD, 2024
  - Sonates et Partitas de Bach, CD, Alpha, 2021 : 2e enregistrement
  - A Tribute to Ysaÿe. Œuvres de Debussy, Franck, Chausson, Ysaÿe, dir. François-Xavier Roth, violon, Tedi Papavrami [et.al.], Quatuor Hermès, Brussels Philharmonic, Chapelle Musicale Reine Elisabeth, CD, 2020
  - Bartók, Concerto pour violon et orchestre n° 2, Orchestre philharmonique du Luxembourg, Emmanuel Krivine, dir., Alpha classics, CD, 2019
  - Franck et Fauré, Sonates pour piano et violon, avec Nelson Goerner, Alpha classics, CD, 2019
  - Beethoven, Sonates complètes pour piano et violon, avec François-Frédéric Guy, Evidence, Metz : Little tribeca, CD, 2017
  - 2017, Concertos de Marc Monnet [Mouvements, imprévus et...], avec Marc Coppey, sous la direction de François-Xavier Roth, Christian Arming, avec l'Orchestre Philharmonique de Liège, le SWR Sinfonieorchester Freiburg, le SWR Sinfonieorchester Baden-Baden, Printemps des arts de Montecarlo, CD, 2017
  - Montalbetti, Solos. A personal diary in music. Avec F.-F. Guy, M. Coppey, N. Baldeyrou et al., CD, Æon, 2016
  - Ysaÿe, Sonates pour violon seul opus 27 ; avec Svetlin Roussef, Sonate pour deux violons, CD, Zig-zag territoires, 2014 (Diapason d'or, soliste instrumental aux Victoires de la musique)
  - Violon seul [Bach, Scarlatti, Paganini, Bartók], CD, Zig-zag territoires, 2013
  - In Marcel Proust le musicien, CD, Decca, 2011
  - Saint-Saëns, Chausson, Ysaÿe, Orchestre Philharmonique de Liège, dir. François-Xavier Roth, CD, 2010
  - Bartók, Sonate pour violon seul. Bach, Transcription de la Fantaisie et fugue BWV 542, CD, Æon, 2011
  - Bach, Concertos pour violon, avec Pierre Amoyal, sous la dir. de M. Bourgue, Camerata de Lausanne, CD, 2009
  - Brahms, Sonates pour violon et piano, avec Philippe Bianconi, CD, Æon, 2007
  - Domenico Scarlatti, Transcription des sonates pour clavecin au violon (12 Sonates), CD, Æon, 2006 (Choc de la musique)
  - Chausson, Fauré, Quatuors, par le Quatuor Schumann (Tedi Papavrami, Christoph Schiller, François Guye, Christian Favre), CD, Æon, 2006 (Diapason d'or, Choc de la musique, 10 de Répertoire,...)
  - Paganini, 24 Caprices, version de Tokyo et version audio, CD, Pan Classics, 2001
  - Contribution à l'audio du film d'Eric Rohmer Conte de printemps (Rondo de la Sonate n° 5 pour violon de Beethoven, avec Alexandre Tharaud, piano, 1990)

## Publications
- Fugue pour violon seul, Éditions Robert Laffont, 2013  (ISBN 2-221-12627-0)[6].
- Scarlatti, Sonaten für violin solo, bearbeitet von Tedi Papavrami, Berlin, Ries & Erler (RE00105)

## Traductions
Traducteur d'Ismaïl Kadaré (1936-2024)
- Disputes au sommet : investigations, Fayard, 2022 (ISBN 2213716579)
- Matinées au café Rostand : récits [Mëngjeset në kafe Rostand : motive të Parisit], Fayard, 2017 (ISBN 2213685738)

- La Poupée, Fayard, 2015  (ISBN 2213686262)
- La Provocation, et autres récits, traduit de l'albanais par Tedi Papavrami, Artan Kotro et Yusuf Vrioni, Fayard, 2012 (ISBN 978-2-213-66832-1)
- L'Entravée : requiem pour Linda B. [E Penguara : requiem për LindaB.], Fayard, 2010  (ISBN 978-2-213-65520-8) ou 2260124)
- Le Dîner de trop [Darka e gabuar], Fayard, 2009  (ISBN 978-2-213-64388-5)
- L'Accident [Aksidenti], Fayard, 2008  (ISBN 978-2-213-63669-6)
- Un Climat de folie ; suivi de La morgue et de Jours de beuverie [Çështjetë marrëzisë ; Përçmini ; Ditë kefenesh], LGF, 2005-2008  (ISBN 978-2-253-08290-3)
- Le Successeur [Pasardhësi], Livre de Poche, LGF, 2007  (ISBN 978-2-253-10914-3)
- Dante l'incontournable, ou Brève histoire de l'Albanie avec Dante Alighieri : essai, Fayard, 2006  (ISBN 2-213-63046-1)

- La Fille d'Agamemnon [Vajza e Agamemnonit], LGF, 2003  (ISBN 2-253-10915-0)
- Vie, jeu et mort de Lul Mazrek [Eta, loja dhe vdekja e Lul Mazrekut], LGF, 2002-2004  (ISBN 2-253-13063-X)
- L'Envol du migrateur : trois microromans, traduit par Jusuf Vrioni et Tedi Papavrami, LGF, 2001  (ISBN 2-84057-449-7)

Traduction d'autres auteurs albanais
- Sinani, Shaban, Le Dossier Kadaré. Suivi de Kadaré, Ismaïl, La vérité des souterrains / Ismaïl Kadaré avec Stéphane Courtois. Paris : O. Jacob, 2006 ( (ISBN 2-7381-1740-6))
- Velo, Maks, La Disparation des « Pachas rouges », d'Ismaïl Kadaré : enquête sur un crime littéraire, Fayard, 2004 ( (ISBN 2-213-61895-X))

## Documentaire
- Régnier, Raphaëlle Aellig, Ostinato, documentaire de 55 minutes, Film RaR, 2018 [4],[9].